# Goševo
Goševo, település Szerbiában, a Raškai körzet Novi Pazar községében.

## Népessége
- 1948-ban 112 lakosa volt.
- 1953-ban 124 lakosa volt.
- 1961-ben 155 lakosa volt.
- 1971-ben 166 lakosa volt.
- 1981-ben 125 lakosa volt.
- 1991-ben 97 lakosa volt.
- 2002-ben 50 lakosa volt, akik mindannyian szerbek.